# Chauvetia soni
Chauvetia soni is een slakkensoort uit de familie van de Buccinidae. De wetenschappelijke naam van de soort is voor het eerst geldig gepubliceerd in 1789 door Bruguière.